# Gouverneur militaire
Un gouverneur militaire est le ministre plénipotentiaire d'une puissance occupante responsable d'une ville ou d'un territoire étranger,  annexé ou du moins dans une situation de protectorat, et administré par l'autorité militaire.
Le gouverneur militaire n'est responsable qu'envers le gouvernement de la puissance qui l'a nommé à ce poste, et ne reconnaît que les lois de son pays.[réf. nécessaire]

## France
En France, actuellement, un gouverneur militaire est le commandant d'armes d'une garnison et le représentant des Armées auprès des hautes instances de l’État de la ville de garnison. C'est, en principe, un officier général de l'Armée de terre mais il peut être officier général d'une autre armée sur décision du Ministre de la Défense
Sept garnisons ont pour commandant d'armes un gouverneur militaire : Lille, Lyon, Marseille, Metz, Nancy, Paris et Strasbourg. Lorsque la ville de garnison est aussi le siège d'une zone de défense et de sécurité, le gouverneur militaire est également officier général de zone de défense et de sécurité de celle-ci.

## Allemagne
L’histoire allemande a vu une évolution de cette fonction :
- pendant la Grande Guerre, l’Empire allemand a institué le Gouvernorat général allemand impérial de Belgique, le Gouvernement général de Varsovie et la région balte d’Ober Ost, tandis que l’Autriche-Hongrie organisait les territoires qu'elle occupait en Gouvernement Général de Lublin, Gouvernement Général de Serbie et Gouvernement Général du Monténégro ;
- pendant la Seconde Guerre mondiale, le Troisième Reich a regroupé le Nord de la France et la Belgique au sein d'une administration militaire, convertie à partir de 1944 en un Reichskommissariat, ce qui signifie que la région n’était plus administrée par la Wehrmacht, mais par la police politique du régime. Il a également mis en place un Gouvernement général de Pologne pour administrer les régions non-annexées des territoires de la Pologne, et un Gouvernement de salut national en Serbie.

## États-Unis
Au terme de la Seconde Guerre mondiale, les Alliés, après avoir découpé les territoires non-annexés du Troisième Reich en quatre zones d’occupation, y nommèrent à leur tour des gouverneurs militaires. Le Conseil de contrôle allié, auxquelles les puissances occupantes étaient représentées par leurs chefs d’État-major, pouvait intervenir directement, mais à titre collectif, dans les affaires intérieures des territoires occupés, cependant que les gouverneurs militaires alliés des zones occupées devaient systématiquement être consultés par les administrations allemandes locales.
Les États-Unis on rétabli ce principe lors de la déposition de Saddam Hussein et l’occupation de l'Irak entre 2003 et 2011.

## Japon
Les shoguns Ashikaga s’appuyaient sur un système tout à fait similaire avec les shugo, chargés d’asseoir leur autorité sur les provinces du Japon, doublés par des gouverneurs civils, les kokushi, nommés à discrétion par la Maison impériale.